# Dairsie Old Church

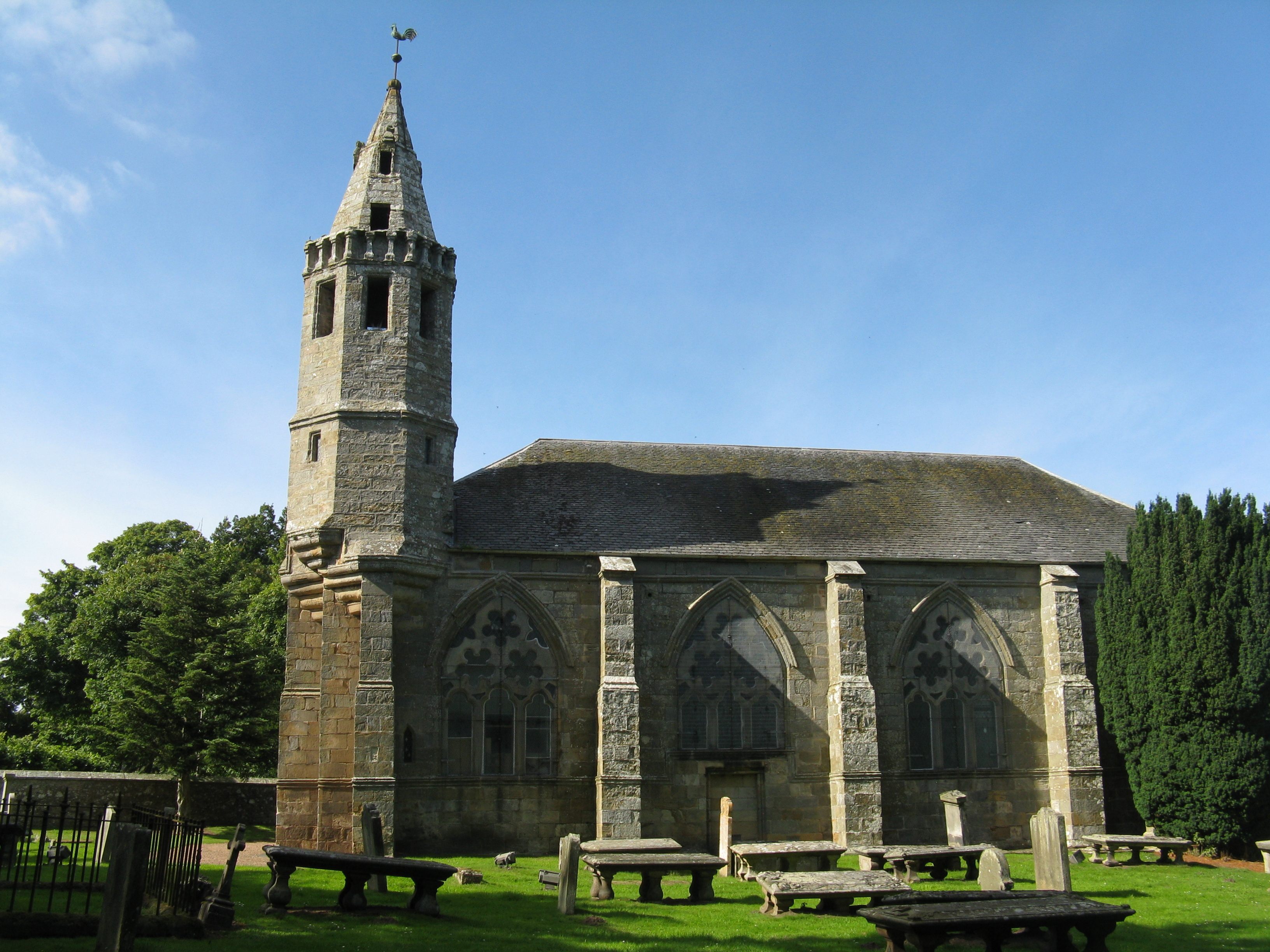
Dairsie Old Church

Die Dairsie Old Church, ehemals St Mary’s Church, ist ein Kirchengebäude nahe der schottischen Ortschaft Dairsie in der Council Area Fife. 1984 wurde das Bauwerk als Einzeldenkmal in die schottischen Denkmallisten in der höchsten Denkmalkategorie A aufgenommen. Eine ehemals zusätzlich bestehende Einstufung als Scheduled Monument wurde 2017 aufgehoben.

## Geschichte
Die früheste Erwähnung einer Kirche am Standort stammt aus dem Jahre 1183. Vermutlich im Laufe des 13. Jahrhunderts veranlasste das Erzbistum St Andrews einen Neubau, den es der St Andrews Priory unterstellte. Die heutige Dairsie Old Parish Church wurde 1621 durch John Spottiswoode, Erzbischof von St Andrews, erbaut, der auf dem benachbarten Dairsie Castle residierte. Sie gehört damit zu den frühen nach-reformatorischen Kirchenbauten in Schottland. Im Laufe des 18. Jahrhunderts wurde der Dachstuhl nach einem Entwurf des schottischen Architekten Robert Balfour erneuert. Zwischen 1835 und 1837 wurde die Kirche umfassend überarbeitet. Im Jahre 1966 wurde die Dairsie Old Church aufgegeben.

## Beschreibung
Die Dairsie Old Church steht isoliert rund 800 m südlich von Dairsie zwischen Dairsie Castle und der Dairsie Bridge am linken Eden-Ufer. Das längliche, vier Achsen weite Gebäude weist Merkmale der spätgotischen Architektur auf. Entlang der durch Strebepfeiler gegliederten Seitenfassaden reihen sich spitzbogige Maßwerke. Das segmentbogige Hauptportal an der Westfassade ist im Stile der Renaissance ausgestaltet. Darüber sind das Wappen der Spottiswoods sowie das Baujahr zu finden. In die kurze Westfassade sind zwei weite Maßwerke eingelassen. Das Gebäude schließt mit einem schiefergedeckten Walmdach. Von der Westseite ragt der oktogonale Glockenturm auf. Er schließt mit einer groben Balustrade und spitzem Helm.